# South Point (Moe Island)
Der South Point (englisch für Südspitze) ist eine Landspitze, die den südlichen Ausläufer von Moe Island im Archipel der Südlichen Orkneyinseln bildet.
Wissenschaftler der britischen Discovery Investigations nahmen 1933 eine grobe Vermessung und die Benennung vor.